# 장교동맹
장교동맹(Upseeriliitto; UL 웁세릴리토; 우앨[*])은 핀란드의 장교 노동조합이다. 조합원 수는 6,040 명으로 핀란드 방위군 장교 중 98%가 가입해 있다. 간부후보생이나 전역자도 회원이 될 수 있다.
1918년 11월 24일 설립되었으며 1958년 핀란드 학술직종 노조연합(Akava; 아카바)에 가맹했다.